# Robert Meyn
Robert Meyn (16 de enero de 1896 - 2 de marzo de 1972) fue un actor de nacionalidad alemana.

## Biografía

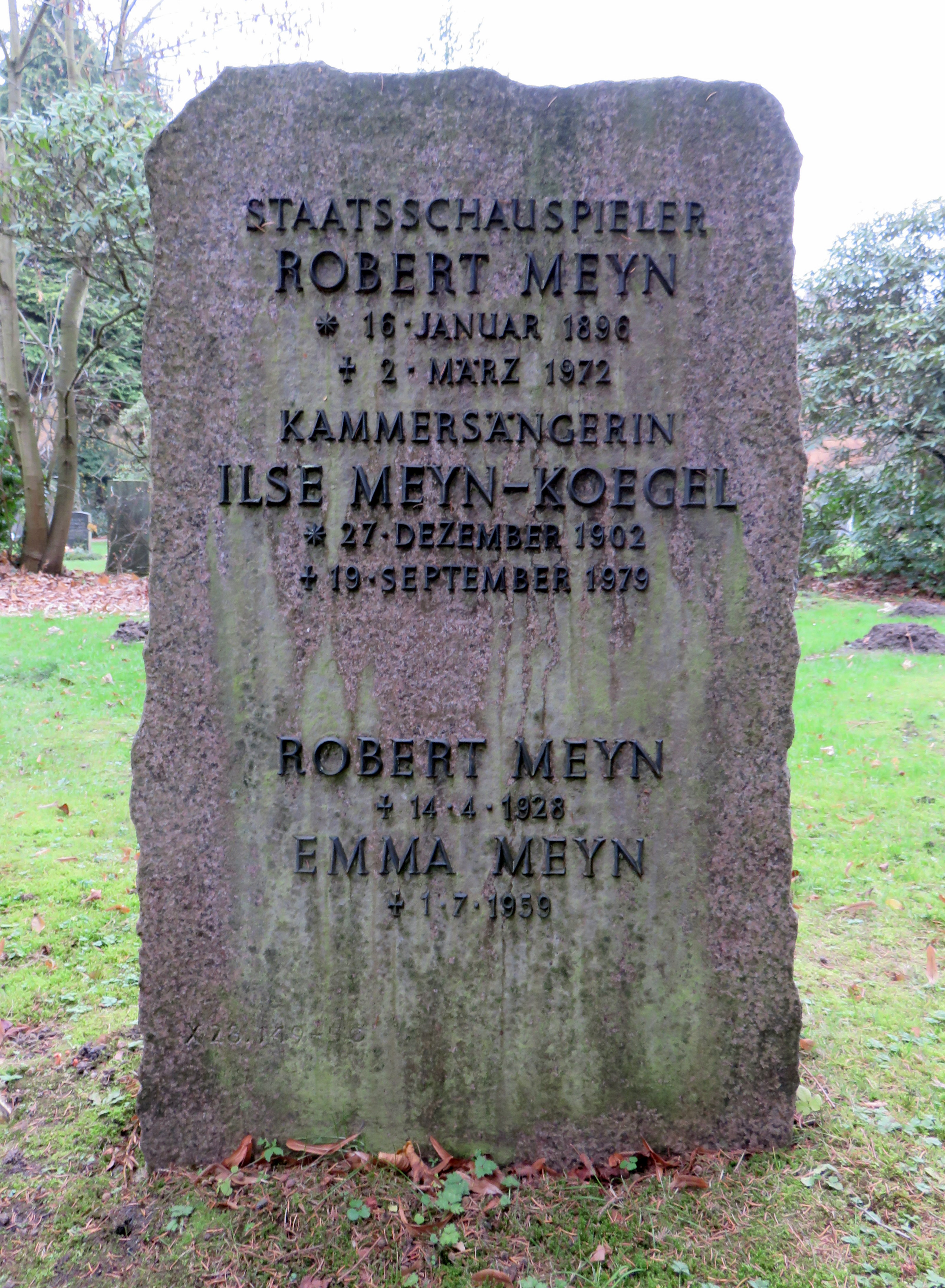
Tumba de Robert Meyn en el Cementerio Friedhof Ohlsdorf

Nacido en Hamburgo, Alemania, era hijo de un comerciante. Entre 1911 y 1912 recibió formación como actor en la Deutsches Schauspielhaus de Hamburgo. Allí debutó en el año 1914. Después pudo actuar en Núremberg (1918), Breslavia, Berlín (1926/27) y en Leipzig (desde 1927). En 1932 volvió al Schauspielhaus de Hamburgo, donde también trabajó como director. Entre 1942 y 1945 fue director del Teatro Thalia de Hamburgo, antes de hacerse cargo del teatro Willy Maertens. 
Uno de sus primeros papeles cinematográficos fue el de padrastro en Die Sünderin (1951, con Hildegard Knef). Fue conocido por su personaje de Sir John en la serie televisiva de aventuras Percy Stuart, protagonizada por Claus Wilcke. Otras de las producciones en las que actuó Meyn fueron Des Teufels General, Sparks in Neu-Grönland, Orden für die Wunderkinder, Doktor Murkes gesammeltes Schweigen, Bekenntnisse des Hochstaplers Felix Krull, Dr. Crippen lebt, El capitán de Köpenick (1956), Ludwig II: Glanz und Elend eines Königs y la primera serie televisiva alemana en color, Adrian der Tulpendieb (1966).
En una de sus raras ocasiones como actor de voz, Meyn dobló a Alec Guinness en Oliver Twist.
Nombrado a título honorífico como Staatsschauspieler, Robert Meyn estuvo casado con la cantante de ópera Ilse Koegel. Su hijo, Jochen Meyn (1932–2013), fue también actor.
Robert Meyn falleció en Hamburgo en el año 1972. Fue enterrado en el Cementerio Friedhof Ohlsdorf de esa ciudad, en la tumba cuadrícula X 28 (capilla suroeste 6).

## Filmografía (selección)
- 1951 : La pecadora
- 1951 : Kommen Sie am Ersten
- 1952 : Klettermaxe
- 1953 : Käpt’n Bay-Bay
- 1954 : Die letzte Brücke
- 1954 : Im sechsten Stock (telefilm)
- 1954 : Drei vom Varieté
- 1955 : Die Toteninsel
- 1955 : Drei Mädels vom Rhein
- 1955 : Ludwig II: Glanz und Elend eines Königs
- 1955 : El general del diablo
- 1955 : Die letzte Nacht der Titanic (telefilm)
- 1955 : Es geschah am 20. Juli
- 1956 : Ich suche Dich
- 1956 : Drei Birken auf der Heide
- 1956 : Teufel in Seide
- 1956 : El capitán de Köpenick
- 1956 : Skandal um Dr. Vlimmen
- 1956 : Anastasia, die letzte Zarentochter
- 1956 : Jeanne oder Die Lerche (telefilm)
- 1957 : Glücksritter
- 1957 : Las confesiones del estafador Felix Krull
- 1957 : Der Richter und sein Henker (telefilm)
- 1957 : Es wird alles wieder gut
- 1958 : Dr. Crippen lebt
- 1958 : Gefährdete Mädchen
- 1958 : Nachtschwester Ingeborg
- 1958 : Schmutziger Engel
- 1958 : Grabenplatz 17
- 1958 : Blitzmädels an die Front
- 1958 : Der Maulkorb
- 1958 : 13 kleine Esel und der Sonnenhof
- 1958 : Colombe (telefilm)
- 1959 : Vater, Mutter und neun Kinder
- 1959 : Der Mann, der sich verkaufte
- 1959 : Kriegsgericht
- 1959 : Der Rest ist Schweigen
- 1960 : Stahlnetz (serie TV), episodio Verbrannte Spuren
- 1960 : Am Abend ins Odeon  (serie TV)
- 1962 : Seelenwanderung (telefilm)
- 1963 : Orden für die Wunderkinder (telefilm)
- 1963 : Der Maulkorb (telefilm)
- 1963 : Der Hexer (telefilm)
- 1964 : Die Gardine (telefilm)
- 1964 : Der Seitensprung
- 1964 : Die Cocktailparty (telefilm)
- 1964 : Doktor Murkes gesammeltes Schweigen (telefilm)
- 1965 : Man soll den Onkel nicht vergiften (telefilm)
- 1965 : Romulus der Große (telefilm)
- 1966 : Der Richter von London (telefilm)
- 1966 : Adrian der Tulpendieb (serie TV)
- 1966 : Hinter diesen Mauern (telefilm)
- 1968 : Professor Columbus
- 1969 : Percy Stuart (serie TV)
- 1969 : Sieben Tage Frist
- 1969 : Hotel Royal (telefilm)
- 1970 : Heintje – Einmal wird die Sonne wieder scheinen
- 1971 : Sparks in Neu-Grönland (telefilm)
- 1971 : Annemarie Lesser (telefilm)
- 1972 : Novellen aus dem wilden Westen (serie TV)

## Teatro (director)
- 1956 : Hermann Bahr: Das Konzert – (Deutsches Theater de Berlín)